# Брахма (буддизм)
Брахма  (иногда Брама) (Brahmā) в буддизме — в широком смысле название богов, находящихся за пределами Сферы чувственного в состоянии глубокой медитации, характерной непривязанностью, объективностью, отсутствием чувственных страстей и недоброжелательности, брахмы обитают в Сфере форм и Сфере отсутствия форм. В более узком смысле брахмы — существа Мира Брахмы, состоящего из трёх местопребываний, в самом низу Сферы форм Об этом местопребывании см. Мир Брахмы.

## Происхождение термина
Понятие Брахма взялось из брахманизма — традиции Вед, бог Брахма в Ведах — это единственный Творец. В ранних буддийских текстах, однако, о брахмах говорится во множественном числе; они считают себя всемогущими творцами, Будда к ним обращается и их поправляет. Эти брахмы по своему характеру уже отличаются от ведийского Брахмы. Один из брахм (Великий Брахма) рассматривается в буддизме как объект поклонения брахманистов. По буддийским представлением этот Брахма — первое существо, появившееся после гибели Вселенной, который от отсутствия памяти или вследствие недоразумения считает себя творцом. Это объясняется в Брахмаджала-сутте ДН 1.

## Классификация
Существует по меньшей мере четыре различных понимания понятия Брахма.
1. Любое из божеств Сферы форм или Сферы отсутствия форм.
2. Любое из божеств девяти низших местопребываний Сферы форм от Брахмапаришальи IAST: Brahmapāriṣadya до Шубхакритшны IAST: Śubhakṛtsna.
3. Любое из божеств девяти низших местопребываний Сферы форм (Мир Брахмы)
4. Великий Брахма, высший бог Мира Брахмы.

Для существ Сферы форм Брахма может ассоциироваться с Брахмавихарой, медитативных погружений четырёх Рупадхьян (Rūpajhāna).
Общий обзор всех миров Сферы форм и Сферы отсутствия форм см. в статье Буддийская космология.

## Брахмы в буддийской литературе
Конкретные брахмы встречаются в буддийских источниках, и не всегда ясно, к каким мирам или местопребываниям они должны быть отнесены с точки зрения космологии. Они обычно ассоциируются с высокой властью или чрезмерным чувством божественной гордости.

### Бака-брахма
Бака-брахма — буквально Брахма-журавль описан в Мадджхима-никая как бог, который уверен в том, что его мир непрекращающийся и неувядающий (поэтому он уверен в своей бессмертности), и что нет миров выше чем его мир. Будда отвергает его утверждения, основываясь на истине непостоянства. Один из помощников Баки стал утверждать под влиянием Мары, что Бака — Творец Вселенной, и молитвы и просьбы к нему будут удовлетворены, а тот кто это отрицает будет строго наказан. Однако Будда сказал, что на самом деле это утверждает Мара, и что Бака-брахма не обладает такой силой.
Бака тогда отметил, что не получится выйти за пределы его ведения (так как он считал себя всеохватывающим), и что если Будда зависит от множества вещей, которые зависят от него, Баки, и Будда оказывается заключённым в эту реальность, а Бака-брахма может воздействовать на него как пожелает. Будда ответил, что у Баки нет такой огромной силы, и что существуют реальности куда более обширные, о которых Бака не имеет никакого понятия. В результате спора Бака вынужден был согласиться, увидев превосходящую магическую силу Будды и его способность объяснить настоящее экскурсом в прошлые жизни.
Как увидел Бака, в прошлой жизни Бака был аскетом по имени Кесава; он смог спасти много людей от несчастий и разрушений. Сила его медитации привела к тому, что он родился в мирах Бирхатпалы (четвёртой дхьяны) (IAST: Bṛhatphala), а потом, пройдя через серию перерождений в Сфере форм, спустился вниз до уровня рядового брахмы Сферы форм.
В другой истории Бака был уверен, что никакой аскет или монах не сможет подняться до его мира, но Будда лично и несколько его учеников появились там и доказали его неправоту.
История о Бака-брахме детально изложена в Бакабрахма-сутте СН 6.4 и в Брахманимантаника-сутте МН 49.

### Брахма-Сахампати

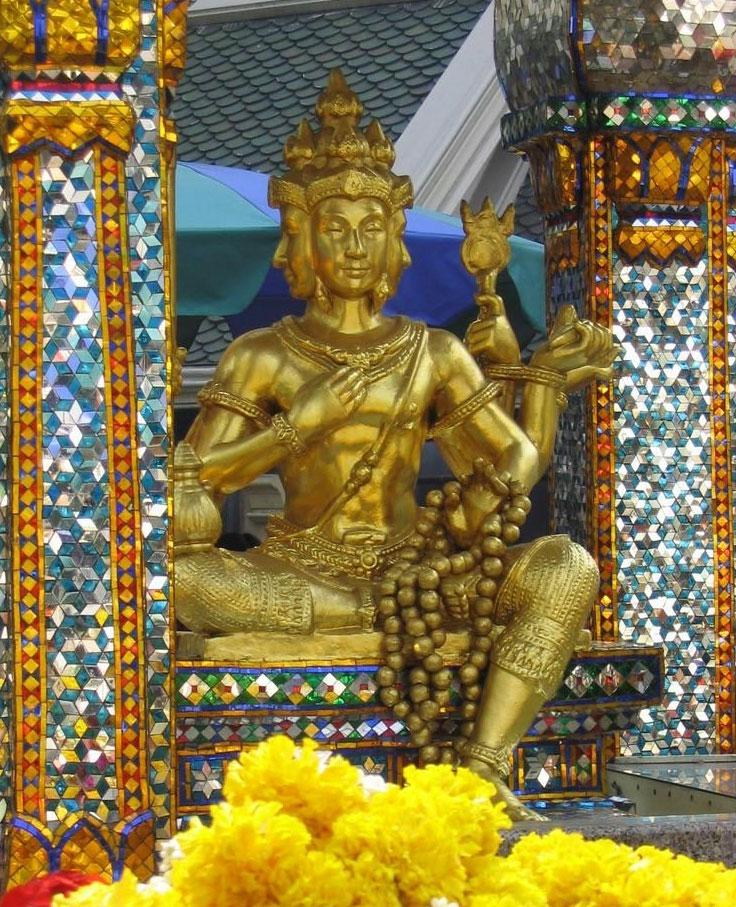
Алтарь Эраван

Брахма-Сахампати — один из самых старших Великих брахм, этот бог незаметно помогал Будде, когда он достигал просветления и когда тот медитировал в Урувела, призывая его преподавать дхарму людям. 
Однажды он объяснил женщине, сыном которой был бхикшу, не делать подношений Брахме, а вместо этого поддерживать её собственного сына, которого звали Брахмедэва.
В Самьютта-никае есть стихи, которые составил самолично Брахма-Сахампати, когда он вместе с Шакрой помогал Будде. Он всегда незримо сопутствовал Будде до его паринирваны, и его стихи содержатся также в Махапариниббана-сутте.
Среди всех брахм Брахма-Сахампати — самый близкий к Будде.

### Брахма-Санаткумара
Брахма-Санаткумара (Brahmā Sanatkumāra, IAST: Brahmā Sanaṅkumāra), что означает «вечно молодой», описан в Джанавасабха-сутте ДН 18. В этой сутте Брахма-Санаткумара смог имитировать присутствие в низших мирах чтобы его могли воспринимать находящиеся в Сфере чувственного боги мира Тридцати трёх богов и их царь Шакра. Он объяснял богам элементы учения Будды и давал им практические советы. «Вечно молодой» означает, что он принимал образ отрока, волосы которого были повязаны пятью узелками, как у мальчиков.

### Великий Брахма(Махабрахма)
Имя Махабрахма (Mahābrahmā) составляет скорее титул, Махабрахма появляется в нескольких суттах палийского канона. Хотя Махабрахма соответствует вполне определённому местопребыванию Сферы форм, этим титулом бога богов называют также иногда богов более высоких уровней. Полный титул — «Брахма, Великий Брахма, Победитель, Непобедимый, Всевидящий, Всемогущий, Господин, Созидатель и Творец, Правитель, Настройщик и Установитель Порядка, Отец Всего что Было и Будет». Согласно Брахмаджала-сутте ДН 1, Махабрахма появился из миров Абхасвара, и упал в более низкий мир после того, как иссякли его заслуги прошлых жизней, и он оказался первым и единственным обитателем Мира Брахмы; он позабыл свои предыдущие рождения и вообразил себя появившимся в этом мире безо всякой причины. Последующие существа, которые перерождались из его мира в мире людей, сохраняли остатки памяти об этом, и считали его Творцом Вселенной. В Кеваддха сутте ДН 11 Великий Брахма не смог ответить на философский вопрос, который ему задал монах, но он не захотел признать поражения перед богами (дэвами) и скрыл этот факт. Тем не менее он обратился к монаху приватно, он попросил задать этот вопрос Будде.
Поклонники Брахмы перерождаются на его небесах, в состоянии анагами, безотносительно практики ими буддизма. Эти анагамины не рождаются снова на земле, а достигают основной буддийской цели на небесах.